# سارا جومر
سارا جومر (بالإنجليزية: Sara Gomer)‏ مواليد 13 مايو 1964 في ديفون، إنجلترا، هي لاعبة كرة مضرب إنجليزية سابقة، اعتزلت اللعب في 1992. أعلى تصنيف لها في الفردي كان المركز الـ 46 في سنة 1988. أعلى تصنيف لها في الزوجي كان المركز الـ 149 في سنة 1986. سبق أن شاركت في دورة الألعاب الأولمبية الصيفية.

## روابط خارجية
- سارا جومر على موقع رابطة محترفات التنس (الإنجليزية)
- سارا جومر على موقع الاتحاد الدولي لكرة المضرب (الإنجليزية)
- سارا جومر على موقع كأس بيلي جين كينغ (الإنجليزية)
- سارا جومر على موقع خلاصة التنس.كوم (الإنجليزية)
- سارا جومر على موقع أوليمبيديا (الإنجليزية)
- سارا جومر على موقع اللجنة الأولمبية البريطانية (الإنجليزية)